# Матчи сборной России по регби 2010
В 2010 году сборная России по регби провела 15 матчей, 7 из которых завершились победами, 7 — поражениями, 1 — вничью. В матче против Японии сборная России потерпела крупнейшее поражение в своей истории со счётом 3:75.
5 матчей были проведены в рамках Кубка европейских наций, 3 — в рамках Кубка Черчилля, 4 — в рамках турне сборной России по ЮАР и Намибии, ставшего третьим в истории российской сборной.

## Список встреч

### Турне по ЮАР и Намибии
40-минутная встреча
| 13 января 2010         | \| Университет Претории А \| 5:22 \| Россия \| | Претория |
| Университет Претории А | 5:22                                           | Россия   |

40-минутная встреча
| 13 января 2010         | \| Университет Претории B \| 6:20 \| Россия \| | Претория |
| Университет Претории B | 6:20                                           | Россия   |

Полный матч
| 18 января 2010 | \| Блю Буллз[англ.] B \| 6:20 \| Россия \| | Претория |
| Блю Буллз B    | 6:20                                       | Россия   |

Полный матч
| Намибия                                                                                  | 15:30 (5:17) | Россия |
| Энилл Бёйтендаг 35' · Вакка Казомбиазе 80+6' · Хрисандер Бота 80+6' · Хрисандер Бота 45' | Голы         | Юрий Кушнарёв 12' · Михаил Бабаев 40+1' · Александр Янюшкин 57' · Александр Янюшкин 12', 40+1', 57' · Александр Янюшкин 15', 48', 68' |

| | Составы  | | |
| 1. Джонни Ределингхёйз · 2. Хьюго Хорн · 3. Яне дю Туа · 4. Вакка Казомбиазе · 5. Нико Эстерхёйзе · 6. Андре Вермёйлен · 7. Томасау Форбс · 8. Питер-Ян ван Лилл · 9. Ойген Янтьис · 10. Эмиль Весселс · 11. Ллевеллин Уинклер · 12. Дэвид Филандер · 13. Брэдли Лангенховен · 14. Макграт ван Вейк · 15. Хрисандер Бота |          | 1. Карло Маглакелидзе · 2. Евгений Матвеев · 3. Алексей Травкин · 4. Александр Войтов · 5. Артём Фатахов · 6. Андрей Темнов · 7. Андрей Гарбузов · 8. Виктор Гресев · 9. Александр Янюшкин · 10. Юрий Кушнарёв · 11. Александр Гвоздовский · 12. Алексей Маковецкий · 13. Михаил Бабаев · 14. Василий Артемьев · 15. Игорь Ключников | 1. Карло Маглакелидзе · 2. Евгений Матвеев · 3. Алексей Травкин · 4. Александр Войтов · 5. Артём Фатахов · 6. Андрей Темнов · 7. Андрей Гарбузов · 8. Виктор Гресев · 9. Александр Янюшкин · 10. Юрий Кушнарёв · 11. Александр Гвоздовский · 12. Алексей Маковецкий · 13. Михаил Бабаев · 14. Василий Артемьев · 15. Игорь Ключников |
| 16. Шон Эстерхёйзен 17. Мариус Виссер 18. Хайнц Колль 19. Рено ван Нель 20. Энилл Бёйтендаг 21. Тинус Вентер 22. Дэррил де Лагарп | Запасные | 16. Владислав Коршунов (вместо Матвеева) 17. Александр Хрокин (вместо Маглакелидзе) 18. Евгений Проненко (вместо Травкина) 19. Алексей Панасенко (вместо Фатахова) 20. Алексей Толстых (вместо Янюшкина) 21. Алексей Коробейников (вместо Кушнарёва) 22. Андрей Кузин (вместо Гвоздовского)                                          | 16. Владислав Коршунов (вместо Матвеева) 17. Александр Хрокин (вместо Маглакелидзе) 18. Евгений Проненко (вместо Травкина) 19. Алексей Панасенко (вместо Фатахова) 20. Алексей Толстых (вместо Янюшкина) 21. Алексей Коробейников (вместо Кушнарёва) 22. Андрей Кузин (вместо Гвоздовского)                                          |
| Йохан Диргардт | Тренеры  | Николай Неруш | Николай Неруш |

### Кубок европейских наций 2008/2010
1-й тур
| Россия                                | 14:10 (8:3) | Португалия                                 |
| Александр Янюшкин · Юрий Кушнарёв (3) | Голы        | Джо Гарденер · Джо Гарденер · Джо Гарденер |

| | Составы  | | |
| 1. Карло Маглакелидзе 68' · 2. Владислав Коршунов 68' · 3. Евгений Проненко 63' · 4. Александр Войтов · 5. Кирилл Кулёмин · 6. Виктор Гресев · 7. Андрей Остриков · 8. Андрей Темнов · 9. Александр Янюшкин 51' · 10. Юрий Кушнарёв · 11. Александр Гвоздовский · 12. Сергей Тришин · 13. Михаил Бабаев · 14. Василий Артемьев · 15. Игорь Ключников |          | 1. Франсиску Фернандеш Морейра 2. Жуан Коррейя 3. Жуан Мурре Пеке 4. Конрад Стиклинг 5. Давид Пеналва 6. Тьягу Гиран 7. Васку Ува 8. Жуан Северину Сомоса 9. Жозе Пинту 10. Дуарте Пинту 11. Антониу Агилар 12. Дьогу Матеуш 13. Педру Силва 14. Федерику Оливейра 15. Джо Гарденер | 1. Франсиску Фернандеш Морейра 2. Жуан Коррейя 3. Жуан Мурре Пеке 4. Конрад Стиклинг 5. Давид Пеналва 6. Тьягу Гиран 7. Васку Ува 8. Жуан Северину Сомоса 9. Жозе Пинту 10. Дуарте Пинту 11. Антониу Агилар 12. Дьогу Матеуш 13. Педру Силва 14. Федерику Оливейра 15. Джо Гарденер |
| 16. Евгений Матвеев (вместо Коршунова 68') · 17. Александр Хрокин (вместо Маглакелидзе 68') · 18. Алексей Травкин (вместо Проненко 63') · 19. Артём Фатахов · 20. Александр Шакиров (вместо Янюшкина 51') · 21. Алексей Коробейников · 22. Андрей Кузин                                                                                              | Запасные | 16. Жуан Жуниор 17. Томас Кошта 18. Гонсалу Ува 19. Сальвадор Палья 20. Педру Леал 21. Педру Кабрал 22. Гонсалу Фору | 16. Жуан Жуниор 17. Томас Кошта 18. Гонсалу Ува 19. Сальвадор Палья 20. Педру Леал 21. Педру Кабрал 22. Гонсалу Фору |
| Николай Неруш | Тренеры  | Эррол Брэйн | Эррол Брэйн |

2-й тур
| Испания | 20:38 (13:20) | Россия |
| 19' Матьё Граттон Кристоль · 45' Игнасио Мартин Гоэнага · 19', 45' Матьё Граттон Кристоль · 7', 25' Матьё Граттон Кристоль | Голы          | 8' Виктор Гресев · 8', 15' Юрий Кушнарёв · 15' Игорь Ключников · 34', 40', 43', 50', 65' Юрий Кушнарёв · 65' Юрий Кушнарёв · 75' Александр Янюшкин · 75' Юрий Кушнарёв |

| | Составы  | | |
| 1. Марко Пинто Феррер 2. Матьё Сидр Барони 3. Хесус Морено Родригес 4. Серхио Соуто Видаль 5. Леандро Фернандес-Арамбуру 6. Рафаэль Камачо Бильбао 7. Дамьен Эльгойен Санчес 8. Жюльен Туртулу Кастильон 9. Матьё Лопес Буше 10. Матьё Граттон Кристоль 11. Пабло Фейхоо Угальде 12. Хавьер Каноза Шак 13. Мартин Эредия Федерико 14. Игнасио Мартин Гоэнага 15. Сезар Семпере Падилья |          | 1. Карло Маглакелидзе 65' · 2. Владислав Коршунов 75' · 3. Евгений Проненко 45' · 4. Андрей Остриков · 5. Кирилл Кулёмин 75' · 6. Виктор Гресев · 7. Артём Фатахов · 8. Андрей Темнов · 9. Александр Янюшкин 75' · 10. Юрий Кушнарёв 75' · 11. Александр Гвоздовский 75' · 12. Сергей Тришин · 13. Михаил Бабаев · 14. Василий Артемьев · 15. Игорь Ключников | 1. Карло Маглакелидзе 65' · 2. Владислав Коршунов 75' · 3. Евгений Проненко 45' · 4. Андрей Остриков · 5. Кирилл Кулёмин 75' · 6. Виктор Гресев · 7. Артём Фатахов · 8. Андрей Темнов · 9. Александр Янюшкин 75' · 10. Юрий Кушнарёв 75' · 11. Александр Гвоздовский 75' · 12. Сергей Тришин · 13. Михаил Бабаев · 14. Василий Артемьев · 15. Игорь Ключников |
| 16. Хосе Мария Бооркес Гомес Милан 17. Давид Гудернадзе 18. Хесус Рекуэрда Нуньес 19. Мэтт Кук 20. Бенхамин Пардо Гарсия 21. Хайме Нава де Олано 22. Мартин Асенья Коланери | Запасные | 16. Евгений Матвеев (вместо Коршунова 75') · 17. Александр Хрокин (вместо Маглакелидзе 65') · 18. Алексей Травкин (вместо Проненко 45') · 19. Александр Войтов (вместо Кулёмина 75') · 20. Александр Шакиров (вместо Янюшкина 75') · 21. Алексей Коробейников (вместо Кушнарёва 76') · 22. Андрей Кузин (вместо Гвоздовского 75')                             | 16. Евгений Матвеев (вместо Коршунова 75') · 17. Александр Хрокин (вместо Маглакелидзе 65') · 18. Алексей Травкин (вместо Проненко 45') · 19. Александр Войтов (вместо Кулёмина 75') · 20. Александр Шакиров (вместо Янюшкина 75') · 21. Алексей Коробейников (вместо Кушнарёва 76') · 22. Андрей Кузин (вместо Гвоздовского 75')                             |
| Джерард Глинн | Тренеры  | Николай Неруш | Николай Неруш |

3-й тур
| Россия                                                        | 21:21 (18:8) | Румыния                                                                                        |
| Александр Гвоздовский (2) · Юрий Кушнарёв · Юрий Кушнарёв (3) | Голы         | Ионуц Ботезату · Ионуц Димофте · Валентин Калафетяну · Валентин Калафетяну (2) · Флорин Влайку |

| | Составы  | | |
| 1. Александр Хрокин 75' · 2. Владислав Коршунов 72' · 3. Евгений Проненко 72' · 4. Александр Войтов 72' · 5. Кирилл Кулёмин · 6. Виктор Гресев · 7. Андрей Остриков · 8. Андрей Темнов · 9. Александр Янюшкин 55' 59' · 10. Юрий Кушнарёв 74' · 11. Александр Гвоздовский · 12. Сергей Тришин 66' · 13. Михаил Бабаев · 14. Василий Артемьев · 15. Игорь Ключников |          | 1. Богдан Бэлан 2. Мариус Тинку 3. Сильвиу Флоря 4. Сорин Сокол 5. Валентин Урсаке 6. Стелян Бурча 7. Овидиу Тоница 8. Александру Манта 9. Лучьян Сырбу 10. Флорин Влайку 11. Ионуц Ботезату 12. Роберт Даскэлу 13. Ионуц Димофте 14. Кэтэлин Ферку 15. Юлиан Думитраш | 1. Богдан Бэлан 2. Мариус Тинку 3. Сильвиу Флоря 4. Сорин Сокол 5. Валентин Урсаке 6. Стелян Бурча 7. Овидиу Тоница 8. Александру Манта 9. Лучьян Сырбу 10. Флорин Влайку 11. Ионуц Ботезату 12. Роберт Даскэлу 13. Ионуц Димофте 14. Кэтэлин Ферку 15. Юлиан Думитраш |
| 16. Евгений Матвеев (вместо Коршунова) 72' · 17. Карло Маглакелидзе 75' · 18. Алексей Травкин (вместо Проненко) 72' · 19. Артём Фатахов (вместо Войтова) 72' · 20. Александр Шакиров 55' 59' · 21. Алексей Коробейников 74' · 22. Андрей Кузин 66' | Запасные | 16. Чезар Попеску (не вышел) · 17. Ион Пауликэ · 18. Кристиан Петре · 19. Даниэл Карпо · 20. Валентин Калафетяну · 21. Чаба Гал (не вышел) · 22. Штефан Чунту | 16. Чезар Попеску (не вышел) · 17. Ион Пауликэ · 18. Кристиан Петре · 19. Даниэл Карпо · 20. Валентин Калафетяну · 21. Чаба Гал (не вышел) · 22. Штефан Чунту |
| Николай Неруш | Тренеры  | Серж Ляирль | Серж Ляирль |

4-й тур
| 13 марта 2010 | \| Россия \| 48:11 (20:3)[6] \| Германия \| \| п.: В. Остроушко (2), А. Хрокин, Е. Матвеев, Г.Минадзе, В. Артемьев, шт.попытка; р.: Ю. Кушнарёв, И. Ключников; ш.: Ю. Кушнарёв (2), И. Ключников \| Голы \| \| | Сочи     |
| Кубок Европейских Наций 2008/10 Россия: 1 Александр Хрокин (17 Владимир Ботвинников, 58), 2 Евгений Матвеев (16 Владислав Коршунов, 58), 3 Евгений Проненко (18 Алексей Травкин, 54), 4 Александр Войтов (кап) (19 Никита Медков, 65), 5 Георгий Минадзе, 6 Кирилл Кушнарёв, 7 Артём Фатахов, 8 Алексей Панасенко, 9 Александр Шакиров (20 Александр Янюшкин, 68), 10 Юрий Кушнарёв (21 Алексей Коробейников, 34), 11 В. Остроушко, 12 Алексей Маковецкий, 13 Андрей Кузин, 14 Василий Артемьев (22 Михаил Бабаев, 64), 15 Игорь Ключников. | |          |
| Россия | 48:11 (20:3) | Германия |
| п.: В. Остроушко (2), А. Хрокин, Е. Матвеев, Г.Минадзе, В. Артемьев, шт.попытка; р.: Ю. Кушнарёв, И. Ключников; ш.: Ю. Кушнарёв (2), И. Ключников | Голы |          |

5-й тур
| 20 марта 2010 | \| Грузия \| 36:8 (22:5)[7] \| Россия \| \| п.: Чхаидзе, Нацарашвили, Немсадзе, Зиракашвили, шт.попытка; р.: Квирикашвили (4); д.: Квирикашвили \| Голы \| п.: Панасенко; ш.: Ю.Кушнарев \| | Трабзон, 6000 зрителей        |
| Кубок Европейских Наций 2008/10 Россия: 1 Александр Хрокин (17 Владимир Ботвинников, 74), 2 Владислав Коршунов (кап) (16 Евгений Матвеев, 74), 3 Евгений Проненко (18 Алексей Травкин, 54), 4 Александр Войтов, 5 Артём Фатахов, 6 Виктор Гресев, 7 А. Панасенко, 8 А. Темнов (19 Кирилл Кушнарёв, 65), 9 Александр Янюшкин (20 Александр Шакиров, 74), 10 Юрий Кушнарёв, 11 Василий Артемьев, 12 Сергей Тришин (22 Алексей Маковецкий, 64), 13 Михаил Бабаев, 14 Андрей Кузин, 15 Игорь Ключников (21 Алексей Коробейников, 74) | |                               |
| Грузия | 36:8 (22:5) | Россия                        |
| п.: Чхаидзе, Нацарашвили, Немсадзе, Зиракашвили, шт.попытка; р.: Квирикашвили (4); д.: Квирикашвили | Голы | п.: Панасенко; ш.: Ю.Кушнарев |

### Кубок Черчилля 2010
1-й тур
| 6 июня 2010 | \| США \| 39:22 (14:15) \| Россия \| \| п.: Danahy, Ngwenya, Petri, Wyles (2); р.: Malifa (4); ш.: Malifa, Rouse \| Голы \| п.: В.Артемьев, В.Гресев, Е.Матвеев; р.: А.Янюшкин (2); ш.: А.Янюшкин \| | Глендейл, ст.Инфинити парк                                            |
| Кубок Черчилля 2010 Россия: 1 С. Попов (16 А. Хрокин, 70), 2 В. Коршунов (кап), 3 Е. Проненко (17 А. Травкин, 60), 4 С. Сергеев, 5 Г. Минадзе (18 Н. Медков, 67), 6 В. Гресев, 7 Е. Матвеев (19 К. Кушнарёв, 71), 8 А. Фатахов, 9 А. Янюшкин (20 А. Шакиров, 67), 10 Ю. Кушнарёв (21 А. Коробейников, 65), 11 Д. Герасимов, 12 С. Тришин (22 А. Маковецкий, 67), 13 М. Бабаев, 14 А. Кузин, 15 В. Артемьев | |                                                                       |
| США | 39:22 (14:15) | Россия                                                                |
| п.: Danahy, Ngwenya, Petri, Wyles (2); р.: Malifa (4); ш.: Malifa, Rouse | Голы | п.: В.Артемьев, В.Гресев, Е.Матвеев; р.: А.Янюшкин (2); ш.: А.Янюшкин |

2-й тур
| 10 июня 2010 | \| Англия А[англ.] \| 49:17 (28:14) \| Россия \| \| \| Голы \| п.: В.Артемьев; ш.: Ю.Кушнарев (4) \| | Глендейл, ст. Инфинити парк        |
| Кубок Черчилля 2010 Россия: 1 К. Маглакелидзе (17 В. Ботвинников, 60), 2 В. Коршунов (кап) (16 Е. Матвеев, 60), 3 Е.Проненко (18 А. Хрокин, 65), 4 А. Войтов, 5 А. Фатахов, 6 В. Гресев, 7 К. Кушнарёв (19 С. Сергеев, 60), 8 Н. Медков, 9 А. Янюшкин (20 А. Шакиров, 65), 10 Ю. Кушнарёв, 11 Д. Герасимов (22 А. Кузин, 65), 12 А. Маковецкий, 13 М. Бабаев, 14 В. Артемьев, 15 И. Ключников (21 А. Коробейников, 74) | |                                    |
| Англия А | 49:17 (28:14)                                                                                        | Россия                             |
| | Голы                                                                                                 | п.: В.Артемьев; ш.: Ю.Кушнарев (4) |

3-й тур
| 19 июня 2010 | \| Россия \| 38:19 (26:5) \| Уругвай \| \| Артемьев (Ю. Кушнарев, 4), Гресев (промах, 10), Гресев (Ю. Кушнарев, 13), Маковецкий (Ю. Кушнарев, 37), А. Янюшкин (Ю. Кушнарев, 41), Коршунов (промах, 65) \| Голы \| Дугонжич (промах, 27), М. Мартинес (де Фрейтас, 58), М. Мартинес (Моралес, 76) \| | Гаррисон, ст. Ред Булл Арена                                                   |
| Кубок Черчилля 2010 Россия: 1 C. Попов (В.Ботвинников, 59), 2 В. Коршунов (кап) (Е. Матвеев, 68), 3 А. Травкин (А. Хрокин, 48), 4 А. Войтов, 5 А. Фатахов, 6 В. Гресев, 7 К. Кушнарёв (С. Сергеев, 60), 8 Н. Медков, 9 А. Янюшкин (А. Шакиров, 59), 10 Ю. Кушнарёв, 11 В. Артемьев, 12 А. Маковецкий, 13 М. Бабаев (С. Тришин, 69), 14 А. Кузин, 15 И. Ключников (А. Коробейников, 56) | |                                                                                |
| Россия | 38:19 (26:5) | Уругвай                                                                        |
| Артемьев (Ю. Кушнарев, 4), Гресев (промах, 10), Гресев (Ю. Кушнарев, 13), Маковецкий (Ю. Кушнарев, 37), А. Янюшкин (Ю. Кушнарев, 41), Коршунов (промах, 65) | Голы | Дугонжич (промах, 27), М. Мартинес (де Фрейтас, 58), М. Мартинес (Моралес, 76) |

### Тест-матчи
| Россия                                                            | 20:40 (10:19) | Аргентина А |
| В. Остроушко · В. Болтенков · И. Ключников (2) · И. Ключников (2) | Голы          |             |

| | Составы |                |                |
| 1 К. Маглакелидзе (А. Хрокин, 64), 2 В.Цнобиладзе (В. Коршунов, 58), 3 И. Прищепенко (Е. Проненко, 58), 4 А. Войтов (кап) (В. Болтенков), 6 В. Гресев (С. Сергеев, 70), 7 Е. Матвеев, 8 А. Панасенко / 9 А. Шакиров (А. Щербань, 71), 10 А. Коробейников (А. Кузин, 66), 11 В. Остроушко, 12 С. Тришин, 13 И. Галиновский, 14 В. Артемьев, 15 И. Ключников (22 Е. Титов, 74) |         |                |                |
| Николай Неруш | Тренеры | Даниэль Уркаде | Даниэль Уркаде |

| Россия                    | 6:32 (6:10) | Аргентина А |
| А. Янюшкин · И. Ключников | Голы        |             |

| | Составы  |                |                |
| 1. Александр Хрокин · 2. Владислав Коршунов · 3. Евгений Проненко · 4. Александр Войтов · 5. Артём Фатахов · 6. Виктор Гресев · 7. Кирилл Кушнарёв · 8. Никита Медков · 9. Александр Янюшкин · 10. Андрей Кузин · 11. Олег Кобзев · 12. Алексей Маковецкий · 13. Василий Артемьев · 14. Владимир Остроушко · 15. Игорь Ключников |          |                |                |
| Иван Прищепенко (вместо Хрокина) · Евгений Матвеев (вместо Коршунова) · Алексей Травкин (вместо Проненко) · Сергей Сергеев (вместо Кушнарёва) · Александр Шакиров (вместо Янюшкина) · Сергей Тришин (вместо Маковецкого) · Алексей Коробейников (вместо Остроушко)                                                               | Запасные |                |                |
| Николай Неруш | Тренеры  | Даниэль Уркаде | Даниэль Уркаде |

| Япония | 75:3 (35:3) | Россия                                    |
| 5', 72', 83' Алиси Тупуайлеи (3) · 65', 78' Брайс Робинс (2) · 28', 39' Кодзи Тайра (2) · 68' Косуке Эндо · 47' Юта Имамура · 34' Такаси Кикутани · 13' Майкл Литч · 5', 13', 28', 34', 39', 47', 65', 68', 78', 83' Ацуси Танабэ (10) · 61' Ацуси Танабэ | Голы        | 38' Александр Янюшкин · 64' Никита Медков |

| | Составы  | | |
| 1. Хисатеру Хирасима · 2. Хироки Юхара 75' · 3. Нодзому Фудзита 57' · 4. Хитоси Оно 54' · 5. Тосидзуми Китагава · 6. Такаси Кикутани · 7. Майкл Литч · 8. Рюколиниаси Холани 40' · 9. Кодзи Вада 62' · 10. Брайс Робинс · 11. Алиси Тупуайлеи · 12. Райан Николас 40' · 13. Кодзи Тайра 54' · 14. Косуке Эндо · 15. Ацуси Танабэ |          | 1. Сергей Попов 58' · 2. Владислав Коршунов · 3. Евгений Проненко 60' · 4. Александр Войтов 65' · 5. Артём Фатахов · 6. Виктор Гресев · 7. Кирилл Кушнарёв 58' · 8. Никита Медков · 9. Александр Янюшкин · 10. Алексей Коробейников 54' · 11. Василий Артемьев · 12. Сергей Тришин 65' · 13. Андрей Кузин · 14. Владимир Остроушко 77' · 15. Игорь Ключников | 1. Сергей Попов 58' · 2. Владислав Коршунов · 3. Евгений Проненко 60' · 4. Александр Войтов 65' · 5. Артём Фатахов · 6. Виктор Гресев · 7. Кирилл Кушнарёв 58' · 8. Никита Медков · 9. Александр Янюшкин · 10. Алексей Коробейников 54' · 11. Василий Артемьев · 12. Сергей Тришин 65' · 13. Андрей Кузин · 14. Владимир Остроушко 77' · 15. Игорь Ключников |
| 16. Сёта Хорие 75' · 17. Наоки Кавамата 57' · 18. Люк Томпсон 54' · 19. Итару Танигути 40' · 20. Фумиаки Танака 62' · 21. Джеймс Эрлидж 54' · 22. Юта Имамура 40' | Запасные | 16. Евгений Матвеев 58' (вместо Кушнарёва) · 17. Александр Хрокин 58' (вместо Попова) · 18. Иван Прищепенко 60' · 19. Алексей Панасенко 65' (вместо Войтова) · 20. Александр Шакиров 54' · 21. Алексей Маковецкий 65' (вместо Тришина) · 22. Олег Кобзев 77'                                                                                                 | 16. Евгений Матвеев 58' (вместо Кушнарёва) · 17. Александр Хрокин 58' (вместо Попова) · 18. Иван Прищепенко 60' · 19. Алексей Панасенко 65' (вместо Войтова) · 20. Александр Шакиров 54' · 21. Алексей Маковецкий 65' (вместо Тришина) · 22. Олег Кобзев 77'                                                                                                 |
| Джон Кируэн | Тренеры  | Николай Неруш | Николай Неруш |

## Итоги
Сборная России заняла 2-е место в своей отборочной группе и впервые в своей истории квалифицировалась на чемпионат мира.